# Općinska A nogometna liga Ludbreg 1986./87.
"Općinska A nogometna liga Ludbreg" za sezonu 1986./87. je bila prvi stupanj općinske lige ONS Ludbreg, te liga šestog stupnja nogometnog prvenstva Jugoslavije. 
 
Sudjelovalo je 13 klubova, a prvak je bila "Sloga" iz Slokovca. 

## Ljestvica
| mj. | klub                            | ut. | pob. | ner. | por. | gol+ | gol- | bod |
| --- | ------------------------------- | --- | ---- | ---- | ---- | ---- | ---- | --- |
| 1.  | Sloga Slokovec                  | 24  | 14   | 6    | 4    | 93   | 51   | 24  |
| 2.  | Zadrugar Hrastovsko             | 24  | 12   | 8    | 4    | 55   | 32   | 32  |
| 3.  | Plitvica Selnik                 | 24  | 11   | 7    | 6    | 68   | 46   | 29  |
| 4.  | Omladinac Madaraševac           | 24  | 11   | 5    | 8    | 51   | 41   | 27  |
| 5.  | Polet Martijanec                | 24  | 9    | 7    | 8    | 56   | 54   | 25  |
| 6.  | Podravac Sesvete Ludbreške      | 24  | 8    | 8    | 8    | 60   | 60   | 24  |
| 7.  | Gora Globočec Ludbreški         | 24  | 9    | 6    | 9    | 50   | 56   | 24  |
| 8.  | Karlovec (Karlovec Ludbreški)   | 24  | 8    | 7    | 9    | 39   | 43   | 23  |
| 9.  | Poljoprivednik Kapela Podravska | 24  | 8    | 6    | 10   | 57   | 59   | 22  |
| 10. | Lunkovec (Lunjkovec)            | 24  | 7    | 8    | 9    | 47   | 49   | 22  |
| 11. | Dinamo Vrbanovec                | 24  | 9    | 3    | 12   | 47   | 48   | 21  |
| 12. | Dinamo Apatija                  | 24  | 7    | 3    | 14   | 37   | 65   | 17  |
| 13. | Podravka Struga                 | 24  | 5    | 2    | 17   | 41   | 79   | 12  |

## Rezultatska križaljka
| kratica | klub                            | DINA | DINV | GORA | KAR | LUN | OML | PLI | PODRA | PODRK | POLE | POLJ | SLO | ZAD |
| --- | ------------------------------- | ---- | ---- | ---- | --- | --- | --- | --- | ----- | ----- | ---- | ---- | --- | --- |
| DINA | Dinamo Apatija                  |      |      |      |     |     |     |     |       |       |      |      |     |     |
| DINV | Dinamo Vrbanovec                |      |      |      |     |     |     |     |       |       |      |      |     |     |
| GORA | Gora Globočec Ludbreški         |      |      |      |     |     |     |     |       |       |      |      |     |     |
| KAR | Karlovec (Karlovec Ludbreški)   |      |      |      |     |     |     |     |       |       |      |      |     |     |
| LUN | Lunkovec (Lunjkovec)            |      |      |      |     |     |     |     |       |       |      |      |     |     |
| OML | Omladinac Madaraševac           |      |      |      |     |     |     |     |       |       |      |      |     |     |
| PLI | Plitvica Selnik                 |      |      |      |     |     |     |     |       |       |      |      |     |     |
| PODRA | Podravac Sesvete Ludbreške      |      |      |      |     |     |     |     |       |       |      |      |     |     |
| PODRK | Podravka Struga                 |      |      |      |     |     |     |     |       |       |      |      |     |     |
| POLE | Polet Martijanec                |      |      |      |     |     |     |     |       |       |      |      |     |     |
| POLJ | Poljoprivednik Kapela Podravska |      |      |      |     |     |     |     |       |       |      |      |     |     |
| SLO | Sloga Slokovec                  |      |      |      |     |     |     |     |       |       |      |      |     |     |
| ZAD | Zadrugar Hrastovsko             |      |      |      |     |     |     |     |       |       |      |      |     |     |
| |                                 |      |      |      |     |     |     |     |       |       |      |      |     |     |
| podebljan rezultat - utakmice od 1. do 13. kola (1. utakmica između klubova) rezultat normalne debljine - utakmice od 14. do 26. kola (2. utakmica između klubova) rezultat nakošen - nije vidljiv redoslijed odigravanja međusobnih utakmica iz dostupnih izvora rezultat smanjen * - iz dostupnih izvora nije uočljiv domaćin susreta prekrižen rezultat - poništena ili brisana utakmica p - utakmica prekinuta 3:0 p.f. / 0:3 p.f. - rezultat 3:0 bez borbe |                                 |      |      |      |     |     |     |     |       |       |      |      |     |     |

 Izvori:

## Unutarnje poveznice
- Općinska B liga Ludbreg 1986./87.
- Liga Zajednice općina Varaždin 1986./87.